# Nicotine (álbum)
Nicotine es el álbum de estudio debut del cantante estadounidense Trevor Daniel. Se lanzó el 26 de marzo de 2020 por los sellos discográfico Alamo e Interscope Records.

## Antecedentes y promoción
Previamente al anuncio del disco, se lanzó el sencillo «Falling» el 5 de octubre de 2018, el tema se convirtió en su primer sencillo en alcanzar una ubicación en la lista Billboard Hot 100 de Estados Unidos. Tras el lanzamiento de su segundo sencillo «Past Life», Trevor Daniel anunció que el álbum sería lanzado el 27 de marzo de 2020. Sin embargo, el álbum se lanzó el día anterior.

## Lista de canciones
Créditos adaptados de Apple Music y and Tidal.

| N.º   | Título                  | Duración |  |
| 1.    | «Nicotine»              | 2:46     |  |
| 2.    | «Lovesick»              | 2:55     |  |
| 3.    | «Anymore»               | 2:11     |  |
| 4.    | «Things We Do for Love» | 2:33     |  |
| 5.    | «All of That»           | 2:02     |  |
| 6.    | «OMG»                   | 2:26     |  |
| 7.    | «Disaster»              | 2:46     |  |
| 8.    | «911»                   | 2:33     |  |
| 9.    | «Past Life»             | 3:01     |  |
| 10.   | «Falling»               | 2:39     |  |
| 25:52 |                         |          |  |

## Posicionamiento en listas
| Listas (2020)                  | Mejor posición |
| ------------------------------ | -------------- |
| Canadá Albums (Billboard)      | 61             |
| Estados Unidos (Billboard 200) | 79             |
| Estonia (Eesti Ekspress)       | 15             |
| Letonia (LaIPA)                | 24             |
| Lituania (AGATA)               | 17             |